# Monocelis fuhrmanni
Monocelis fuhrmanni är en plattmaskart som beskrevs av Midelburg 1908. Monocelis fuhrmanni ingår i släktet Monocelis och familjen Monocelididae. Inga underarter finns listade i Catalogue of Life.